# Kanton Douvrin
Kanton Douvrin (francouzsky Canton de Douvrin) je francouzský kanton v departementu Pas-de-Calais v regionu Hauts-de-France. Tvoří ho 14 obcí. Před reformou kantonů 2014 ho tvořilo 5 obcí.

## Obce kantonu
od roku 2015:
- Annequin
- Auchy-les-Mines
- Billy-Berclau
- Cambrin
- Cuinchy
- Douvrin
- Festubert
- Givenchy-lès-la-Bassée
- Haisnes
- Lorgies
- Noyelles-lès-Vermelles
- Sailly-Labourse
- Vermelles
- Violaines

před rokem 2015:
- Billy-Berclau
- Douvrin
- Givenchy-lès-la-Bassée
- Haisnes
- Violaines